# بيرغامون
برغامون (باليونانية: τὸ Πέργαμον أو ἡ Πέργαμος) أو برغاموم، هي مدينة تاريخية قديمة في تركيا المعاصرة في إقليم أيوليس وهي تبعد 26 كيلومتر عن بحر إيجة وتقع على جرف بحري يقع في الجزء الشمالي من نهر كايكوس (باكيرشاي المعاصر)، وقد أصبحت عاصمة مملكة برغامون خلال الفترة الهلنستية تحت حكم الأسرة الأتالية، ما بين عامي 281-133 ق.م.
ذكرت برغامون في سفر الرؤيا كواحدة من كنائس آسيا السبع، وهي اليوم الموقع الرئيس لمدينة برغامون الأثرية في الشمال الغربي من مدينة بيرغاما المعاصرة.

## تاريخ برغامون
كانت المملكة الأطلّية هي الدولة المتبقية من انهيار مملكة ثراقيا. والأطلّيون، وهم أحفاد أطلوس أبو فليتايروس EN الذي حاز على السلطة في عام 281 ق.م. بعد سقوط مملكة ثراقيا، كانوا من بين أكثر الداعمين لروما في العالم الهلنستي. وتحت حكم أطلوس الأول (241-197 ق.م.)، أقاموا تحالفاً مع روما ضد فيليب الخامس المقدوني خلال الحروب المقدونية الأولى والثانية، ثم تحت يومينس الثاني (197-158 ق.م.) ضد بيرسيوس المقدوني. ولتقديم دعمهم ضد السلوقيين خلال معركة مغنيسيا، كوفئ الأطليون بمنحهم كافة الأراضي السلوقية في آسيا الصغرى.
قام الأطليون بحكم مدنهم بذكاء وكرم فازدهرت مدنهم لا سيما برغامون، وقاموا بتصميم أكروبول المدينة وفق تصميم أكروبول أثينا. وعندما مات أطلوس الثالث (138-133 ق.م.) ولم يكن له وريث يخلفه، قام بتوصة تركة برغامون إلى الرومان، منعاً لوقوع الحرب الأهلية.
ووفقاً للتعاليم المسيحية فإن برغامون هي المكان الذي يسكن فيها الشيطان وحيث يوجد عرشه. وقد استشهد فيها أسقفها القديس نتيباس في عام 92 للميلاد.
وقد قام السلطان العثماني مراد الثالث بنقل أصيصين مصنوعين من مرمر من أطلال المدينة وقام بوضعها في ناحيتين من صحن اليسة آيا صوفيا.

## أكروبول المدينة

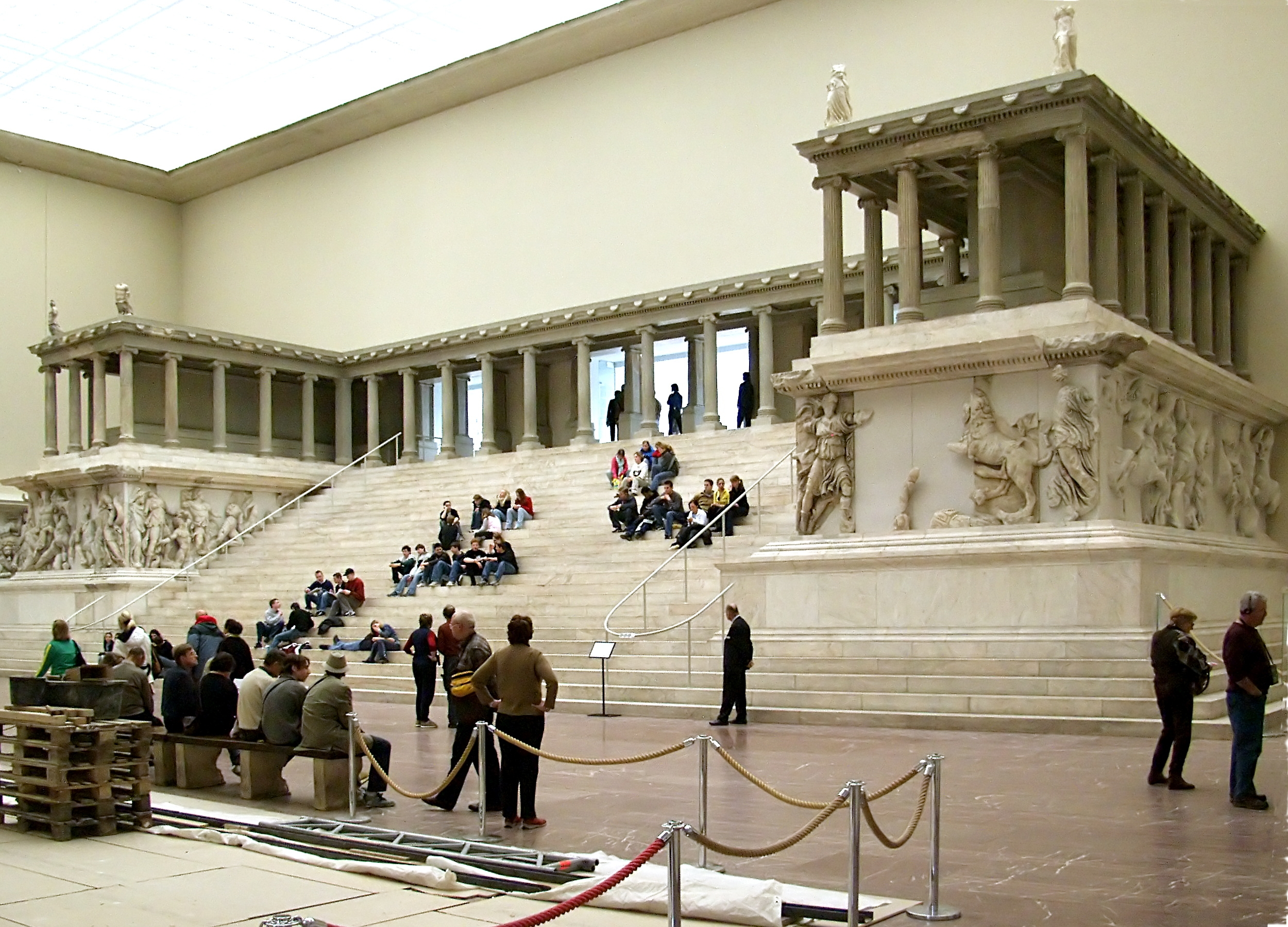
مذبح برغامون العظيم، يعرض في متحف برغامون في برلين بألمانيا.

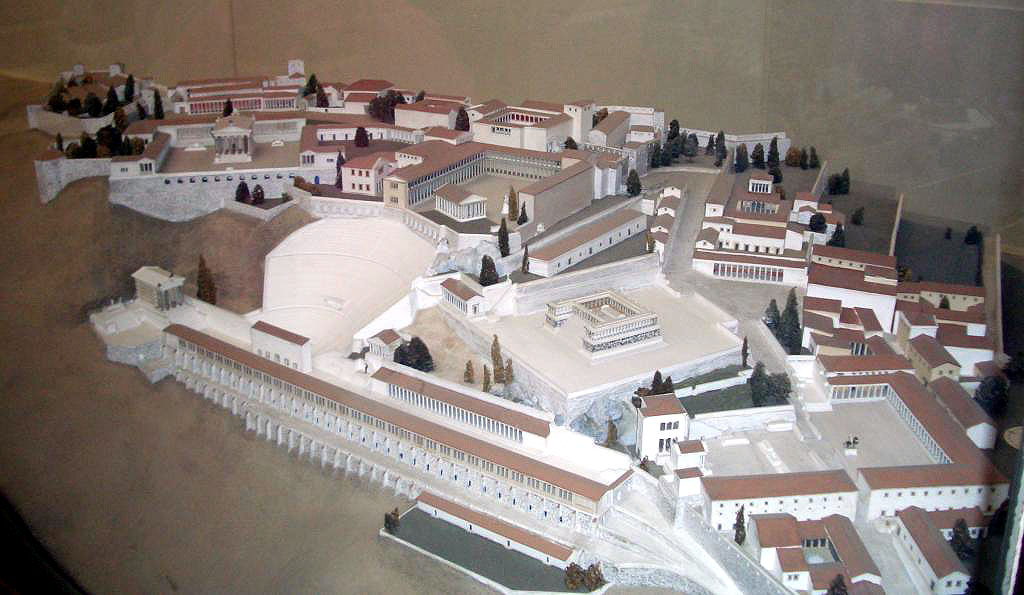
نموذج من أكروبول برغامون في متحف برغامون في برلين

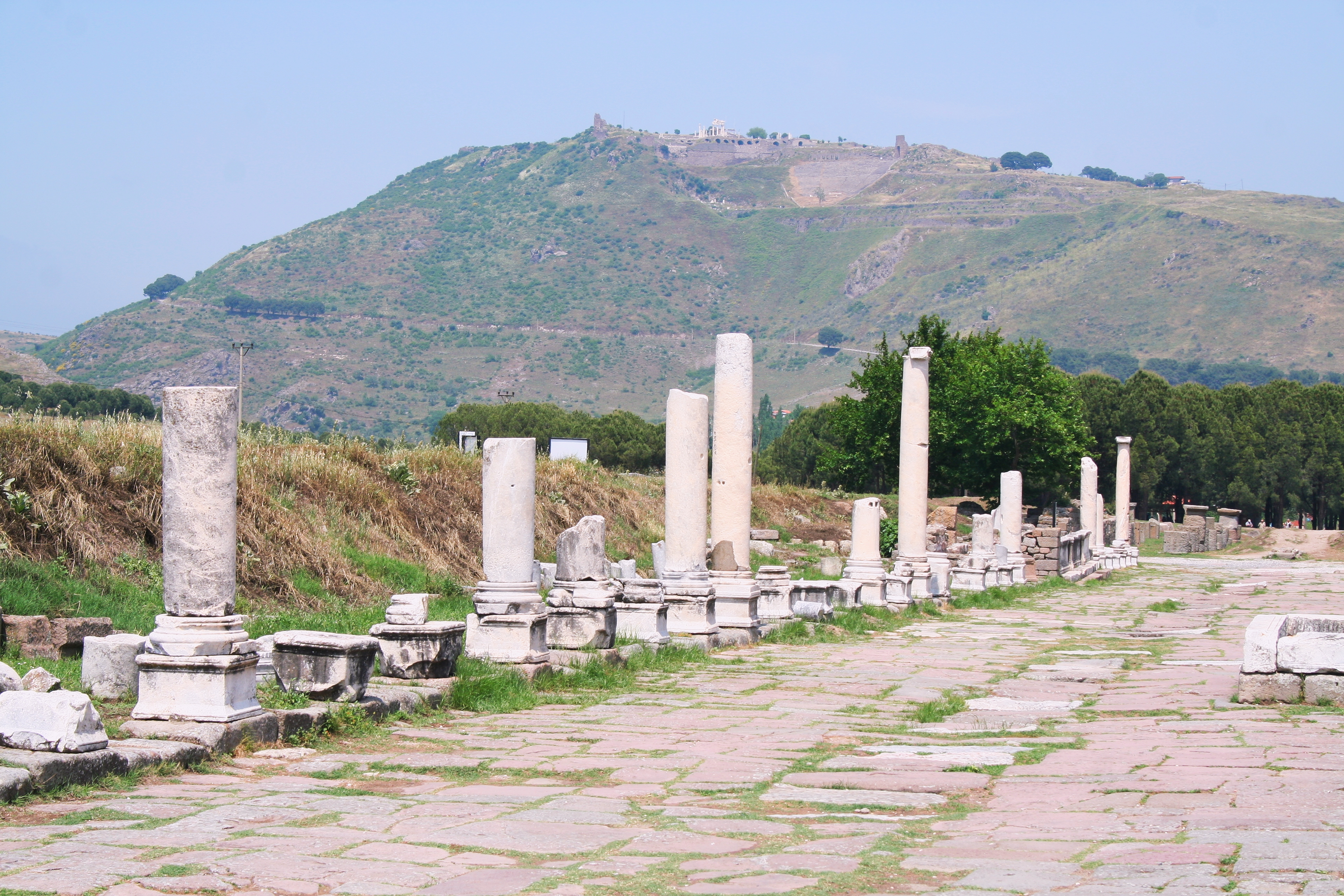
إطلالة من أطلال مزار أسكليبيون

يتألف الأكروبول من أكروبول علوي وسفلي ومباني المدخل.

### الأكروبول العلوي
وفيه المباني التالية
- المسرح الهلنستي وهو مؤهل لاستيعات 10,000 متفرج. وهو من أكثر المسارح انحداراً في العالم القديم.[6]
- مزار تراجان
- مزار أثينا
- المكتبة المعروفة بالأثينيوم أو مكتبة برغامون، وهي كانت ثاني أفضل مكتبة في العالم الإغريقي القديم.
- القصر املكي
- الهيرون - وهو مزار كان أطلوس الأول ويومينيس الثاني يُعبدان فيه.[7]
- هيكل دايونايسيس
- السوق العلوي
- مجمع الحمامات الرومانية
- هيرون دايووروس باسبوروس
- دار السلاح

### الأكروبول السفلي
وفيه من المباني:
- ملعب الجمباز (جمنازيوم) العلوي
- ملعب الجمباز الأوسط
- ملعب الجمباز السفلي
- هيكل ديميتر
- مزار هيرا
- بيت أسرة أطلوس
- السوق السفلية
- بوابة يومينيس

### مباني المدخل
- المسرح الروماني
- الأروقة الشمالية العامة
- الأروقة الجنوبية العامة
- هيكل أسكليبيوس
- مزكر تشافي
- ينبوع الشفاء
- معابر تحت الأرض
- مكتبة
- الطريق المقدس المؤدي إلى المزارات
- مبنى البروبايلون